# Renault Arkana
La Renault Arkana è un'autovettura prodotta dalla casa automobilistica francese Renault a partire dal 2019.

## Contesto
La vettura è un crossover SUV compatto di segmento C con linee esterne da coupé, che ha debuttato nel maggio 2019 in Russia ed è basato sulla medesima piattaforma Dacia/Renault B0 già impiegata sulla Duster. Un'altra versione dell'Arkana denominata Renault Samsung XM3 è stata introdotta in Corea del Sud nel febbraio 2020, ma rispetto alla versione russa viene realizzato sulla piattaforma CMF-B. Quest'ultima è stata successivamente introdotta in Europa nel settembre 2020. L'Arkana per il mercato europeo è basata sul pianale CMF ed è 25 mm più corta dell'Arkana basata sul pianale B0 venduta in Russia.

## Nome
Il nome Arkana deriva dal latino arcanum, che significa arcano, segreto.

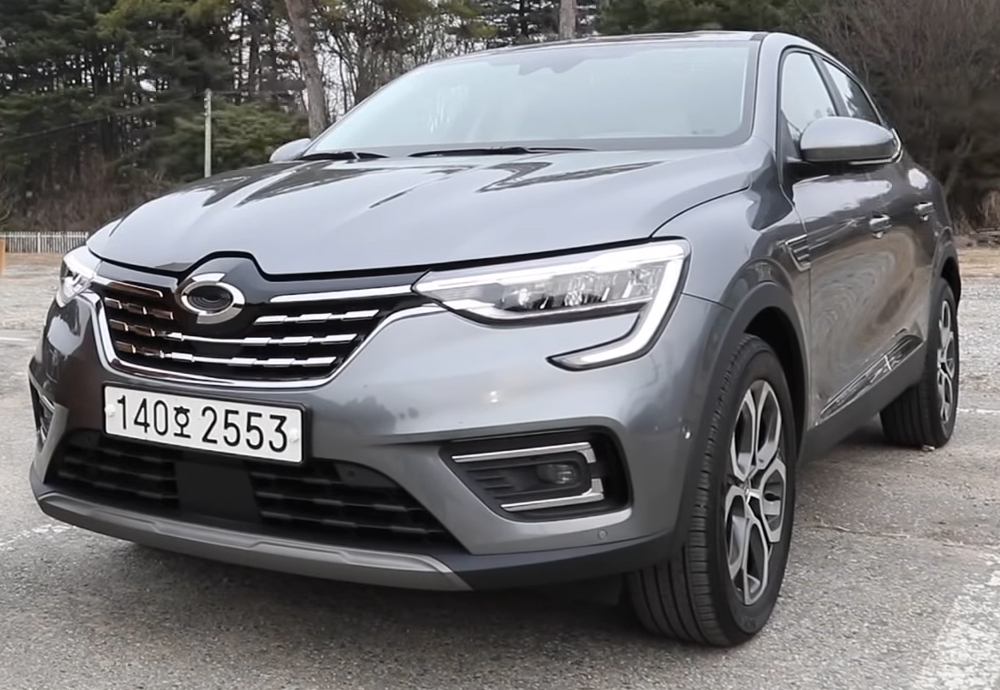
Samsung XM3

## Descrizione
L'Arkana ha debuttato in Russia nel maggio 2019. Per il mercato russo, il veicolo viene assemblato dalla filiale Renault Russia nel suo stabilimento di Mosca. La presentazione è avvenuta al Salone Internazionale dell'Automobile di Mosca 2018 con un prototipo simile alla vettura destinata alla produzione in serie. La vettura esteticamente si 
caratterizza per la carrozzeria da crossover rialzata con il tetto e la linea di cintura posteriore da coupé. La Arkana per la Russia viene costruita sulla piattaforma Renault B0+, una variante pesantemente rivista e modificata della piattaforma B0, utilizzata da modelli come la Captur e la Duster.
In Corea del Sud la vettura viene venduta come Renault Samsung XM3 e utilizza la piattaforma modulare CMF-B.
Nel settembre 2020 viene introdotta in Europa una versione leggermente modificata della Samsung XM3 di fabbricazione sudcoreana, mantenendo il nome Renault Arkana. Nei paesi balcanici viene venduta come Renault Mégane Conquest, a causa dell'assonanza del nome con Arkan, soprannome di Željko Ražnatović.